# Kenyon Hopkins
Pour les articles homonymes, voir Hopkins.
Kenyon Hopkins est un compositeur américain né en 1912 dans le Kansas (États-Unis) et mort en 1983 à Princeton (New Jersey, États-Unis).
Il est également directeur musical de Paramount TV entre 1969 et 1973.

## Filmographie partielle
- 1956 : La Poupée de chair (Baby Doll) d'Elia Kazan
- 1957 : Douze Hommes en colère (12 Angry Men) de Sidney Lumet
- 1957 : Demain ce seront des hommes (The Strange One) de Jack Garfein
- 1959 : L'Homme à la peau de serpent (The Fugitive Kind) de Sidney Lumet
- 1960 : Le Fleuve sauvage (Wild River) d'Elia Kazan
- 1961 : L'Arnaqueur 'The Hustler) de Robert Rossen
- 1961 : Amour sauvage (Wild in the Country) de Philip Dunne
- 1964 : Lilith de Robert Rossen
- 1966 : Propriété interdite (This Property Is Condemned) de Sydney Pollack
- 1967 : Quatre Fiancés pour un mari (Doctor, You've Got to Be Kidding!) de Peter Tewksbury
- 1968 : Un détective à la dynamite ( A Lovely Way to Die) de David Lowell Rich